# День фармацевта (Иран)
День фармацевта (перс. روز داروساز‎) — иранский праздник, отмечающийся 27 августа (5 шахривара по иранскому календарю).

## История праздника
День фармацевта празднуется 27 августа в честь дня рождения выдающегося персидского врача, алхимика, философа, одного из важнейших ученых в истории персидской медицины Мохаммада ибн Закарии ар-Рази, жившего в IX—X веках.
Аль-Рази был одним из первых ученых, заложивших краеугольный камень фармакологии. Во множестве своих записей он рассказал об использовании ртутных мазей и правилах эксплуатации различных инструментов для создания препаратов, таких как колбы, шпатели, пузырьки и др.
Важнейшим фармакологическим трактатом ар-Рази считают «Тайную книгу секретов» (араб. سر الأسرار‎), где ученый систематизирует основные алхимические операции, принципиально важные для будущей истории фармакологии.

## Фармацевтика в современном Иране
Фармацевтическая промышленность Ирана в своем современном виде зародилась в 1920 году, когда в Тегеране был основан институт Пастера (перс. انستیتو پاستور ایران‎). У Ирана есть хорошо развитый фармацевтический потенциал, хотя страна по-прежнему ввозит огромное количество специализированных препаратов из других стран. Стандарты фармацевтической продукции определяются иранским Советом фармакопеи. Любое новое предприятие, которое готовится выйти на иранский рынок фармакологических средств, проходит серьёзную проверку министерства здравоохранения.
Министерство здравоохранения и медицинского образования Ирана называет одной из своих миссий обеспечение доступа населения к безопасным, качественным и эффективным лекарствам. Со времен Исламской революции в 1979 году Иран принял национальную политику в отношении лекарств. Один из её принципов — производство основных лекарств и вакцин внутри страны (то есть независимо от других стран).
Более 85 процентов населения Ирана имеют специальную страховку для возмещения расходов на лекарства. Правительство ИРИ в значительной степени субсидирует фармацевтическое производство и импорт зарубежных лекарственных средств. Однако в некоторых случаях это вызывает злоупотребление кодеином, назначаемым при умеренных и сильных болях.